# Будинок Людвіка Гірша
Будинок Людвіка Гірша — житловий будинок у Франківському районі м. Львів, на вулиці Євгена Коновальця, 44. Розташований у буферній зоні ЮНЕСКО, має статус пам'ятки архітектури місцевого значення (охоронний № 4608-Лв).

## Історія
Будинок зведений у 1911—1912 роках для скарбового радника Людвіка Гірша (Ludwik Hirsh) та його родини. У деяких сучасних джерелах помилково називають Гірша письменником і журналістом, плутаючи його з австро-угорським митцем Людвіґом Гевеші (Людвіґом Гіршем — Ludwig Hirsch), який застрелився у Відні в лютому 1910 року і ніяк не міг проживати у Львові у пізніший час. Автором проєкту будинку був архітектор Іван Баґенський (Jan Aleksander Bagieński), керівник архітектурного бюро Войцеха Дембінського (Wojciech Dembiński).
За радянських часів будинок націоналізували і розділили на 13 квартир.
У червні 2021 року в рамках міської програми співфінансування у будинку відновили оригінальні внутрішні двері у під'їзді, а за рік, вже після початку повномасштабного вторгнення — вхідні двері та вікно-світлик над ними.

### Ракетна атака на Львів 4 вересня 2024 року
4 вересня 2024 року російська армія атакувала Львів ракетами Х-47 «Кинджал» і шахедами. Під час атаки були пошкоджені 19 пам'яток архітектури в двох районах міста. Епіцентр одного з ударів був між будинками 44, 44-А і 46 на вулиці Коновальця, будинком № 13 на вулиці Кокорудза і будинком № 7 на вулиці Мельника. Найбільше постраждав будинок № 44: були зруйновані дах і верхні поверхи, провалилася сходова клітка, знищені внутрішнє подвір'я та стіна тильного фасаду. Під час атаки загинуло шестеро мешканців останніх поверхів, які перебували на сходовій клітці під час її обвалу.
Станом на грудень 2024 року розібрані завали даху і стін до стелі другого поверху, стабілізовано тримальні конструкції, виконані консерваційні роботи. Станом на березень 2025 року розроблюється проєкт реставрації для відновлення будинку. Попередній кошторис робіт становив близько 40 млн грн.
За сприяння меценатів у межах проєкту сканування пам'яток створено 3D-модель будинку.

## Опис
Архітектор Іван Баґенський був майстром додавання до своїх проєктів різних архітектурних стилів і течій, зокрема ренесансу, ампіру, бароко і класицизму, тому стиль кам'яниці Людвіка Гірша називають модерним класицизмом або пізнім модерном, її чільний фасад відрізняється різноманіттям форм і архітектурних елементів.
Будинок чотириповерховий, з цокольним поверхом і мансардою. Фасад асиметричний, п'ятивіконний, із центральним ризалітом неправильної форми, завершується високим трикутним фронтоном. На бічних осях на першому — третьому поверхах розташовані балкони та лоджії: на лівому краю — дві лоджії з арковим прорізом на першому і другому поверсі, та балкон із кованим дашком — на третьому. На крайній правій осі на першому — другому поверхах — балкони з мурованими балюстрадами на масивних кронштейнах, а на третьому поверсі балкон відсутній. На центральній осі на четвертому поверсі — балкон на таких самих кронштейнах, але з кованим дашком і кованою балюстрадою. Нарешті на осі, правішій від центральної на рівні другого поверху — циліндричний еркер, над яким розташований балкон, також із кованою балюстрадою. Віконні прорізи прямокутні, різного розміру, але під еркером на першому поверсі — два вузьких вікна із напівкруглими завершеннями, а на четвертому поверсі на тій же осі — широке вікно з лучковим завершенням. Подібну форму первісно мало і сусіднє вікно балкону четвертого поверху, пізніше його зробили прямокутним.
На центральній осі розташований вхід до будинку, із мурованим ґанком на розвинутих кронштейнах. Тут зберіглася автентична дерев'яна дубова брама, над нею — кругле вікно-світлик, оздоблене ліпним декором і зроблене з 28 фасетованих скелець. У під'їзді будинку збереглися оригінальні двері-віяло (тобто такі, що можуть відчинятися в різні боки) з ялиці.

## Галерея

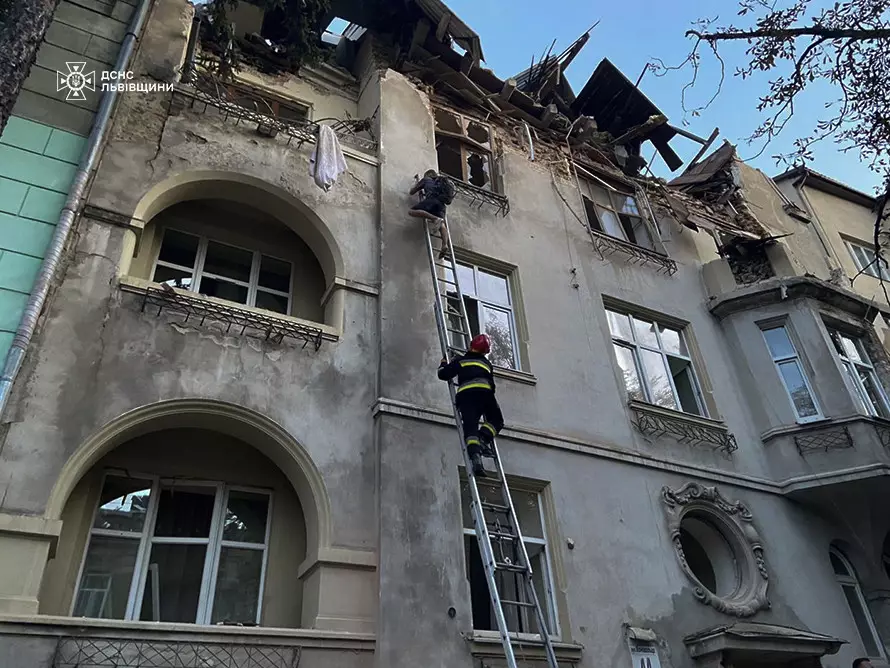
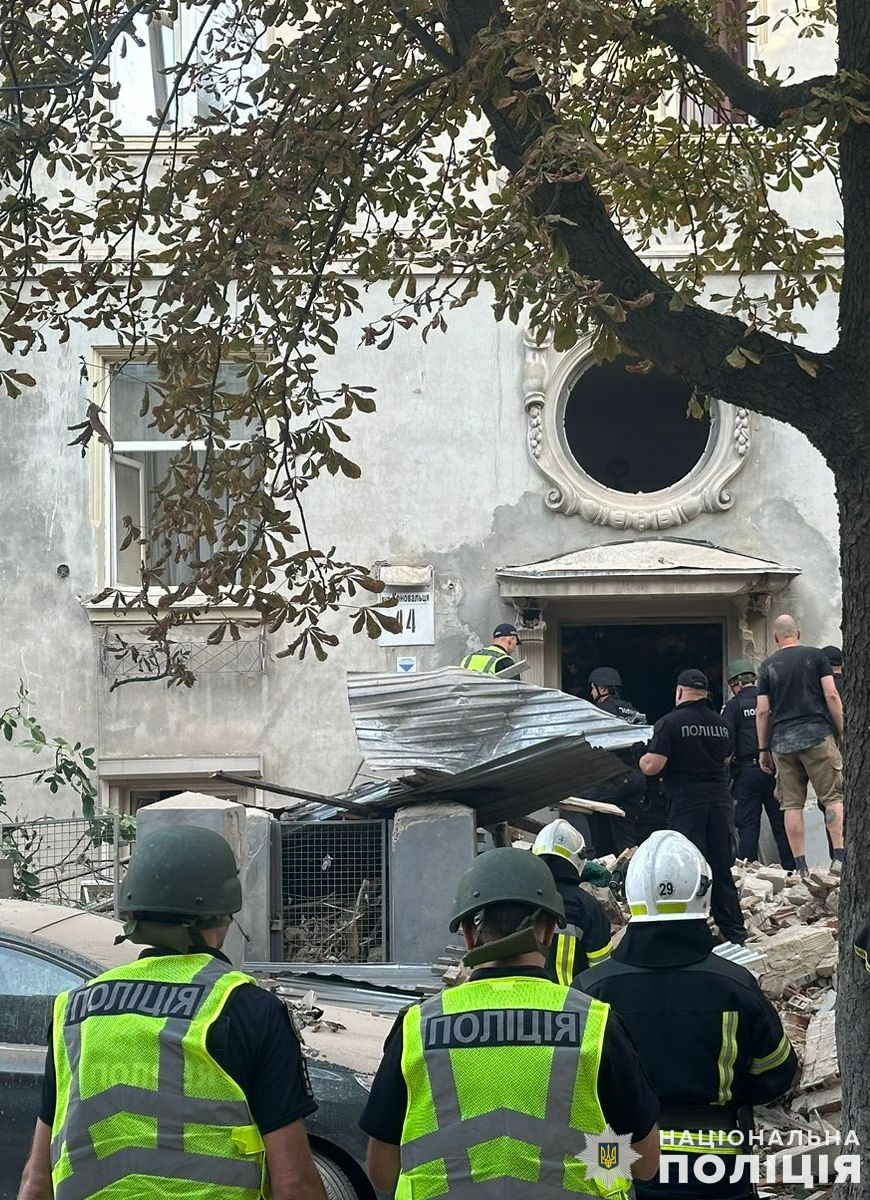
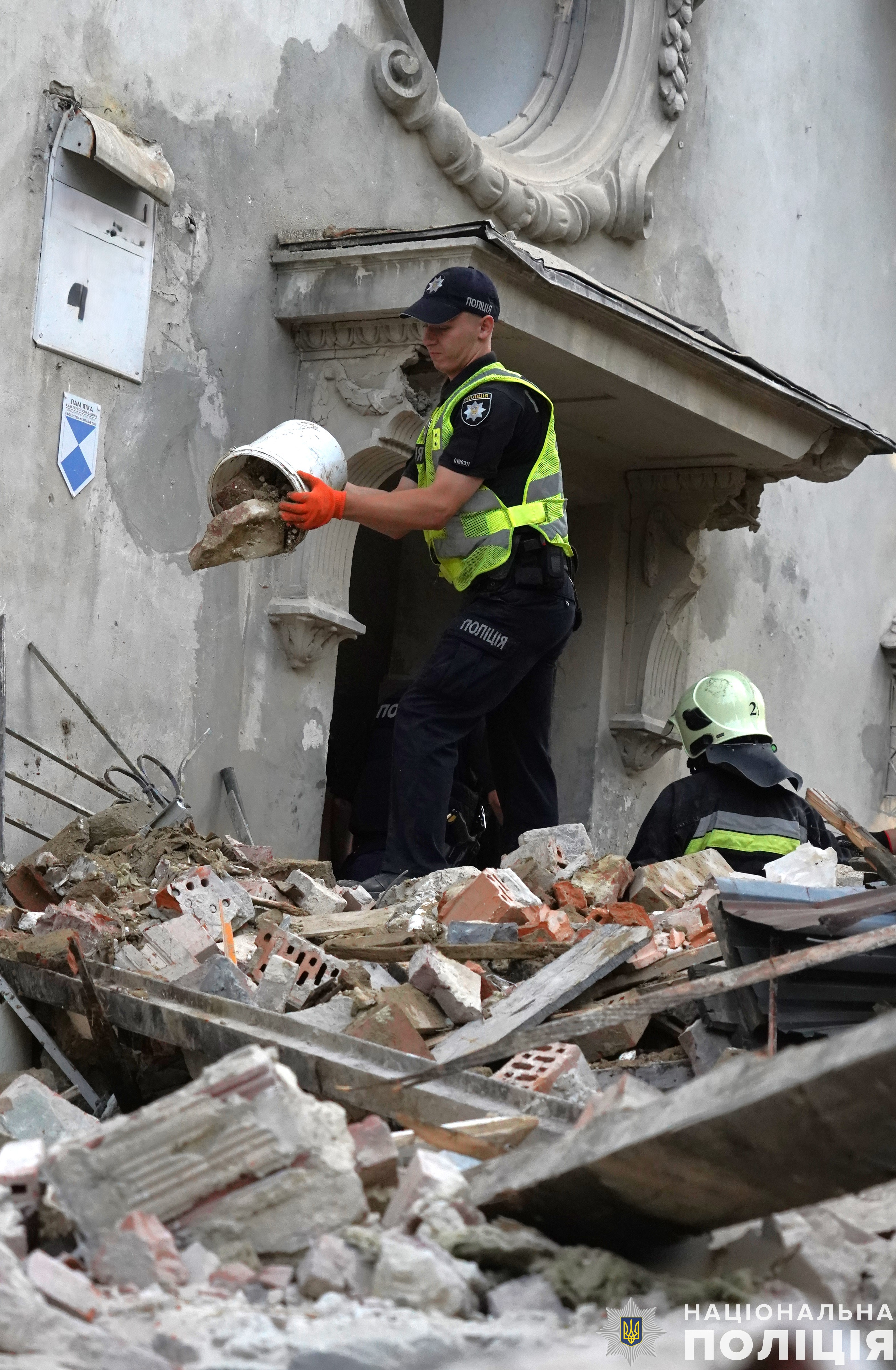
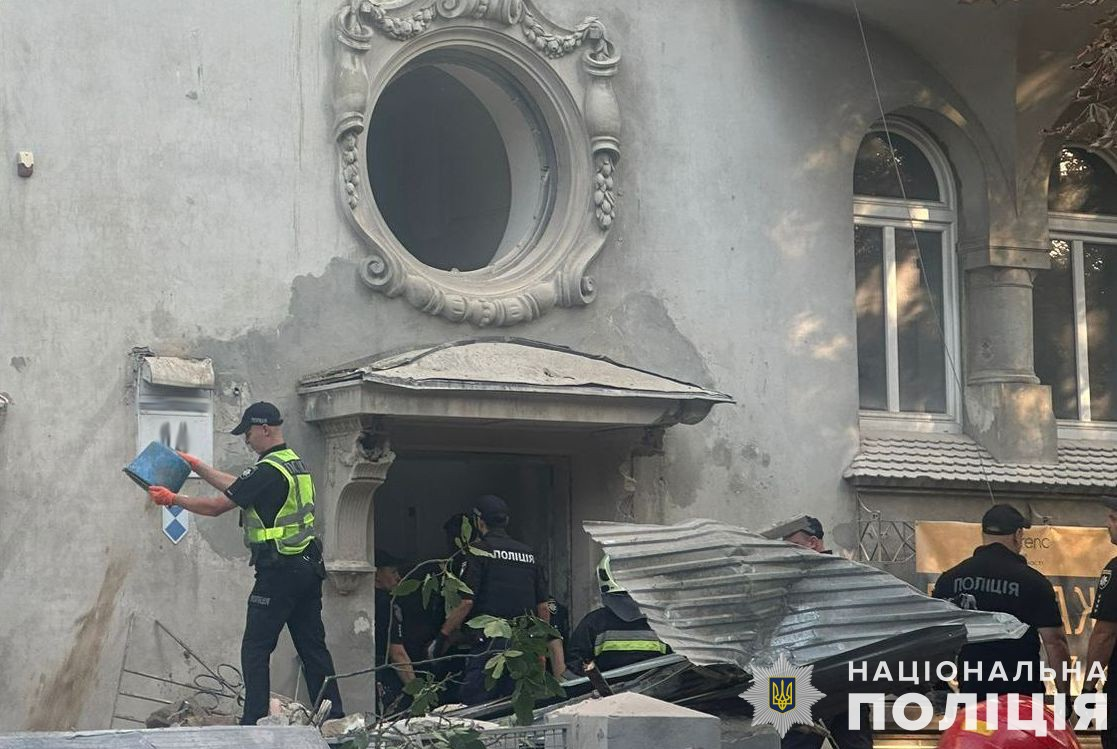

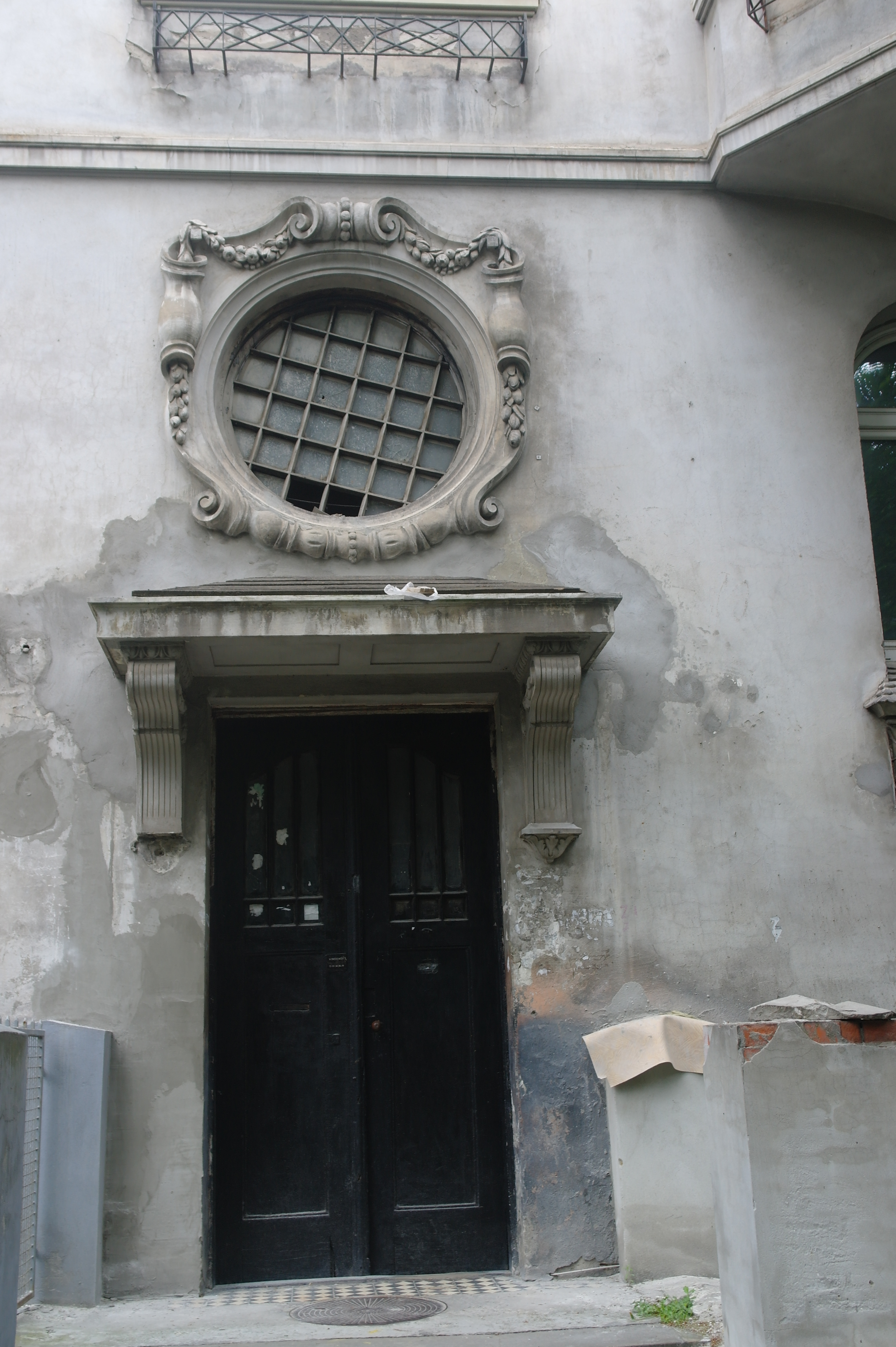
Вхідна брама

Наслідки ракетної атаки